# Acidózis
Acidózis az az állapot, amikor túl sok a sav vagy túl kevés a lúg a vérben, s így a vér  pH értékének csökkenését, a H+ion koncentráció növekedését jelenti. Általában 7,4 körüli (7,35 – 7,45) a vér pH-értéke (enyhén lúgos). Ha ez lecsökken, akkor eltolódik a savasság irányába. Megkülönböztetünk anyagcserezavar miatti (metabolikus), például cukorbetegség okozta és légzési (respiratórikus) acidózist.
Egy népszerű elgondolás szerint a szervezet savasodás népbetegség, aminek szövődményei korunk népbetegségei. Habár a lúgosító diétát sok orvos is ajánlja, semmilyen mérési eredmény nem támasztja alá ezt az elképzelést. Sőt, ha valakinek olyan mértékben elsavasodna a vére, ahogy azt az elmélet állítja, akkor annak gyors életmentő beavatkozásra lenne szüksége.

## Okai
- Légzési acidózis: a szén-dioxid kilégzésének elégtelensége
- Metabolikus acidózis: a vér pufferrendszerének kimerítése. Oka a rosszul kezelt cukorbetegség, vagy a krónikus veseelégtelenség. Ekkor a vér pH-ja  lezuhan, és gyakran életveszélyes állapot alakul ki.
- Az anaerob glükolízis (például oxigénhiány esetén) vagy a ketontestek felgyűlése (inzulinhiány miatt) a szövetekben a savas kémhatású anyagcseretermékek, mint a laktát vagy a ketontestek felszaporodását okozza. Előfordulhat sokk, diabetikus kóma, szívmegállás, vagy ha alig jut vér a test egy részéhez (iszkémia). Az izomzat erős anaerob megerőltetése is okozhatja.

## Kimutatása
Az acidózis vérgázelemzéssel kimutatható. A bikarbonátok és a szén-dioxid parciális nyomása szerint meg lehet különböztetni a légzési és a metabolikus acidózist. Légzési acidózisnál a szén-dioxid parciális nyomása nagy, míg metabolikus acidózis esetén a bikarbonát-koncentráció kicsi.
A metabolikus acidózis diagnosztikájában használatos a szérum anion rés (angolul: serum anion gap) kiszámítása is, melynek során a szérumban rutinszerűen mért kationok (nátrium és kálium) koncentrációjából kivonják a meghatározott anionok (klorid és bikarbonát) koncentrációit.
Anion rés = (Na+ + K+) - (Cl− + HCO−3)
A klinikai gyakorlatban sokszor csak a nátriummal számolnak:
Anion rés = Na+ - (Cl− + HCO−3)
Ugyan a vérben a pozitív és a negatív töltések kiegyenlítik egymást, mivel rutinszerűen nem mérik meg a vérben az összes töltéssel rendelkező molekula mennyiségét, a mért ionok közül pedig túlsúlyban vannak a kationok, a számításnál pozitív különbség jön ki, ami a nem mért anionok mennyiségével arányos. Az anion rés normál érteke durván 10 mmol/L, ha csak a nátriummal, kloriddal és bikarbonáttal számolnak. Megnövekedett anion rés esetében valamilyen többlet anion van a szervezetben, például laktát, vagy nem megfelelően ellenőrzött cukorbetegség esetén ketontestek, esetleg valamilyen kívülről, mérgezésként bevitt anion (gyógyszer, alkohol), de a veseelégtelenség is emelkedett anion réshez vezet a savak csökkent ürítése és a bikarbonát csökkent visszaszívása miatt.

## Divatja
A savasodásról szóló népszerű elgondolás szerint, mivel az ember táplálkozásával eltávolodott a természetes arányoktól, szervezetében a sav-bázis egyensúly eltolódott a savas irányba. Ez okozza napjaink népbetegségeit, például az elhízást, a cukorbetegséget, a rákot, vagy a gombabetegségeket. Ezt az egyensúlyt viszont helyre lehet állítani a táplálkozás megfelelő beállításával. Általában a több növényi és a kevesebb állati eredetű táplálékot javasolják, de a pontos listák nem egyeznek. Egyes listákon sok gyümölcs, köztük a citrom is lúgosítóként szerepel, illetve a desztillált víznek is lúgosító hatást tulajdonítanak.
Habár a lúgosító diétát sok orvos is ajánlja, semmilyen mérési eredmény nem támasztja alá azt elgondolást, hogy a savasodás népbetegség lenne. A savasodást ugyanis nem a vizelet, hanem a vér elemzésével kellene kimutatni. Sokan, akik a lúgosításról írnak, a leírás mellett még saját termékeiket is reklámozzák, mint csodaszert, ami megvéd a savasodás szövődményeitől.